# 1622 w polityce
Wydarzenia polityczne w 1622 roku.
- 6 stycznia – wojna trzydziestoletnia: na mocy podpisanego w Wiedniu traktatu pokojowego pomiędzy cesarzem Ferdynandem II Habsburgiem a księciem Siedmiogrodu Gaborem Bethlenem, Siedmiogród został powiększony o siedem komitatów i uzyskał 50 000 forintów odszkodowania[1].
- 28 października – wojna trzydziestoletnia: kapitulacja Kłodzka, ostatniego punktu oporu czeskiego, przed wojskami cesarskimi[2].

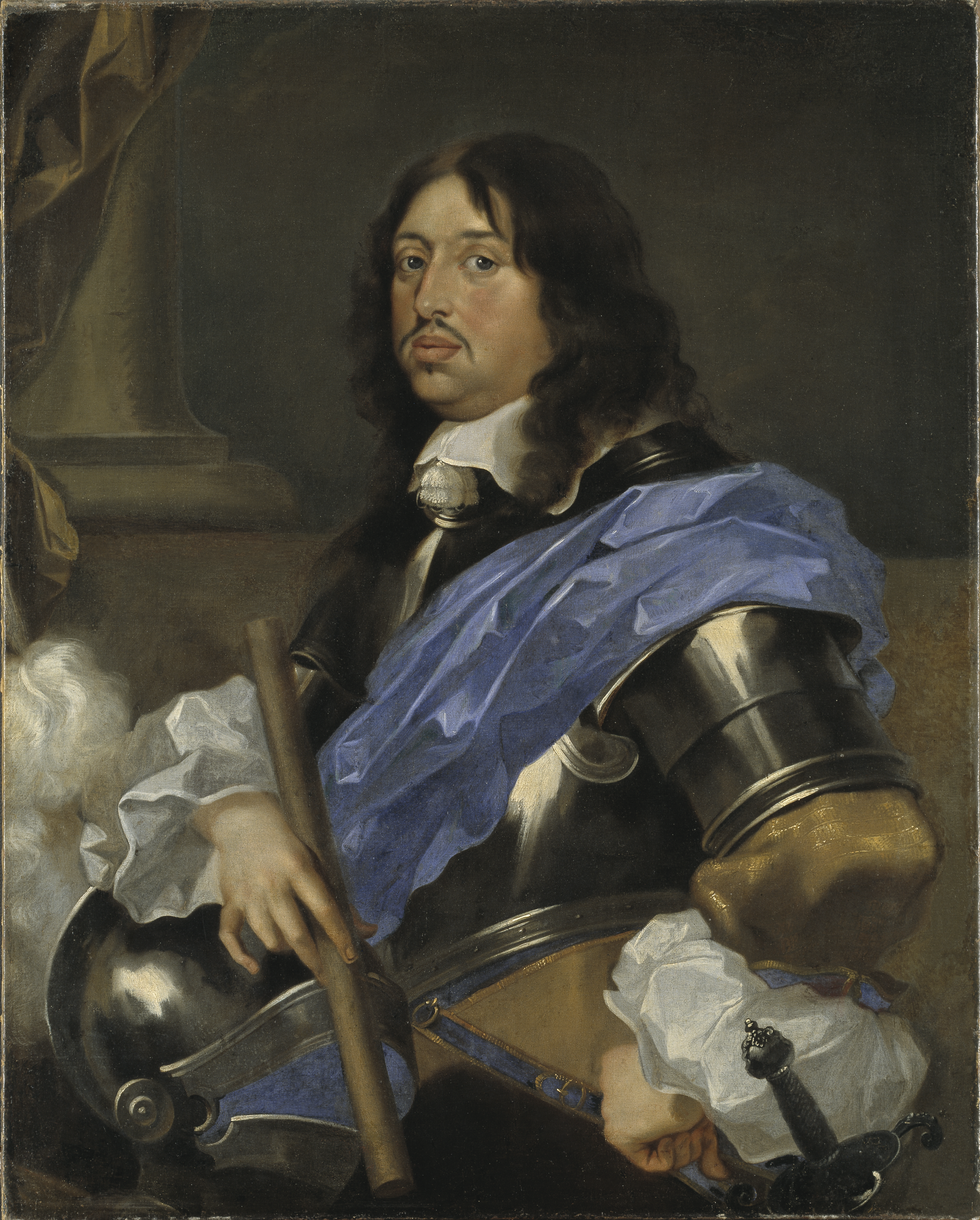
Karol X Gustaw

## Wydarzenia
- Armand Jean Richelieu został kardynałem[3].

## Urodzili się
- 8 listopada Karol X Gustaw, król Szwecji[4].